# دولت عمومی
دولت عمومی (آلمانی: Generalgouvernement، لهستانی:Generalne Gubernatorstwo) بخشی از سرزمین‌های جمهوری دوم لهستان بود که در زمان چیرگی آلمان نازی بر لهستان در جریان جنگ دوم جهانی بخشی مجزا از سرزمین‌های رایش بزرگ شمرده می‌شد.
پس از عملیات بارباروسا در ژوئن ۱۹۴۱ بخش وویودینای لهستان و گالیسی (به همراه بخش‌های عمده‌ای از اوکراین) با فرمان آدولف هیتلر به دولت عمومی ضمیمه شدند. نام کامل این منطقه دولت عمومی مناطق اشغالی لهستان (به آلمانی: Generalgouvernement für die besetzten polnischen Gebiete) بود.
این منطقه دولتی شبه مستقل نبود، نازی‌ها می‌کوشیدند تا در نامه‌نگاری‌ها و سوابق از به‌کار بردن واژهٔ لهستان در این دولت خودداری کنند، البته فعالیت‌های بانکی در این مورد مستثنی بود. کنترل سراسر این دولت با آلمان‌ها بود هدف آن بود که این منطقه را به سرزمینی آلمانی بدل‌سازند.
مرکز این دولت در آغاز شهر ووج و سپس کراکوف بود.

## اقتصاد
از پاییز ۱۹۳۹ لهستانی‌های بسیاری را به منظور کار در اردوگاه‌های کار اجباری به این منطقه راندند. این کارگران در کشتزارها و کارخانه‌ها به کار گرفته می‌شدند. گردش پولی این دولت نیز از بانک انتشار اوراق قرضهٔ لهستان(به لهستانی: BankEmisyjny w Polsce) مدیریت می‌شد.

## هولوکاست در دولت عمومی
از ۱۹۴۲ میلادی و با پافشاری یوزف بولر دبیر کل این دولت نازی‌ها به نابودی سامان‌مند یهودیان در این سرزمین دست یازیدند. چهار اردوگاه از شش اردوگاه کار اجباری نازی‌ها در اینجا جای‌داشت.

## نگارخانه

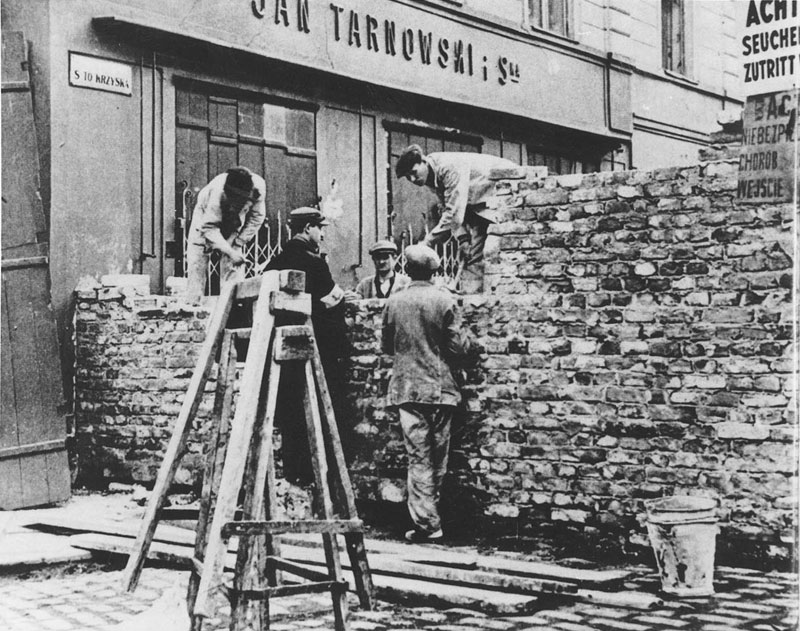
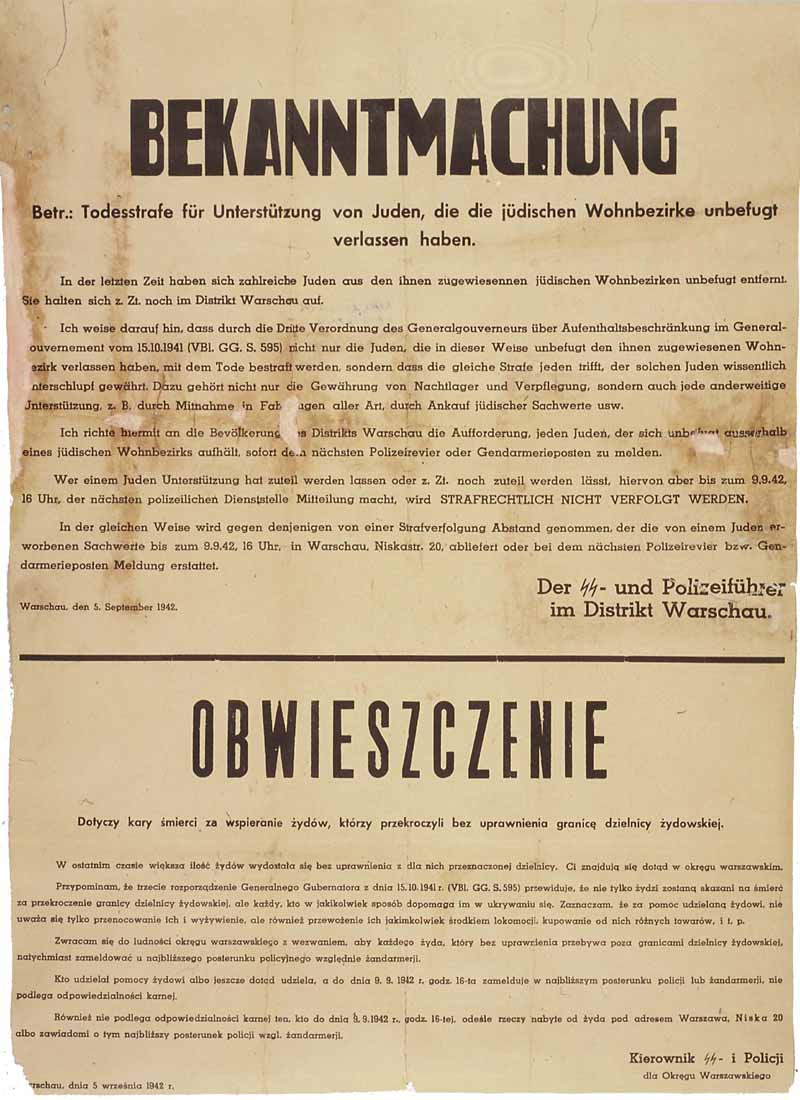
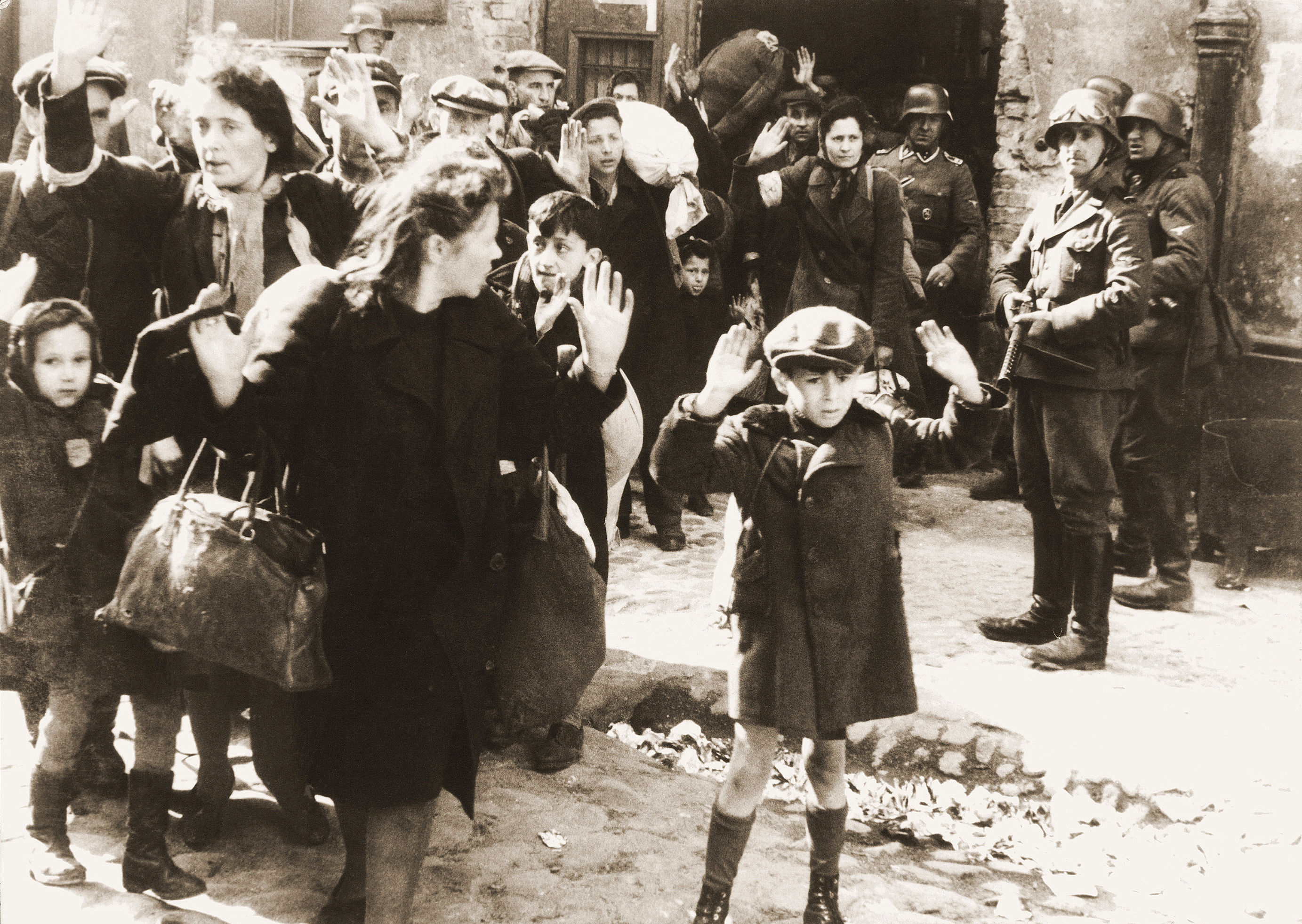
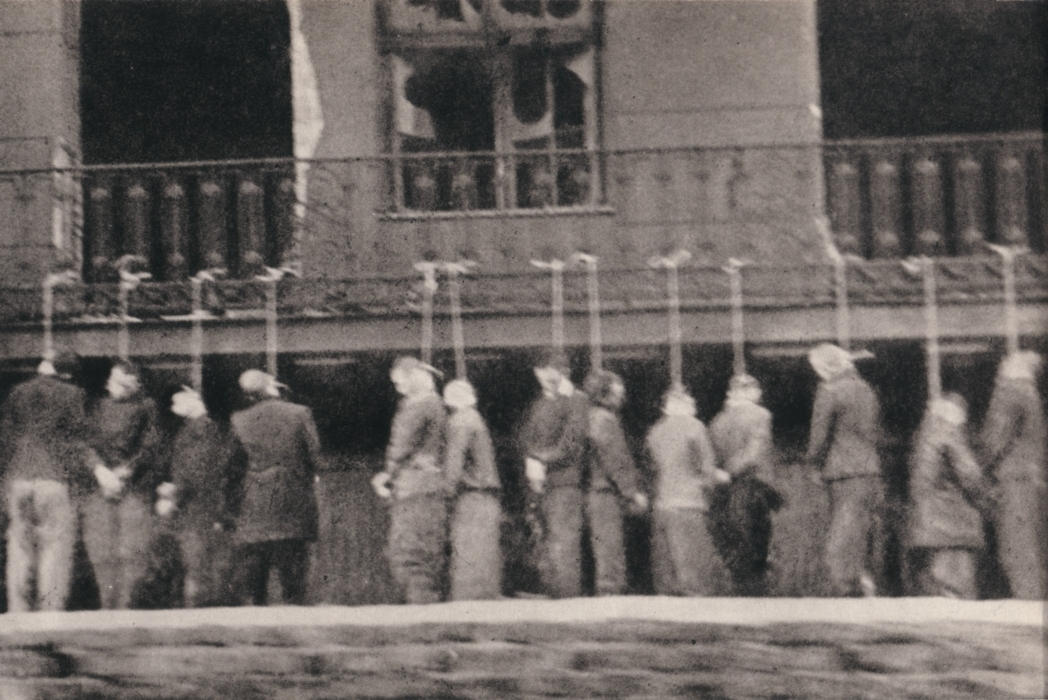
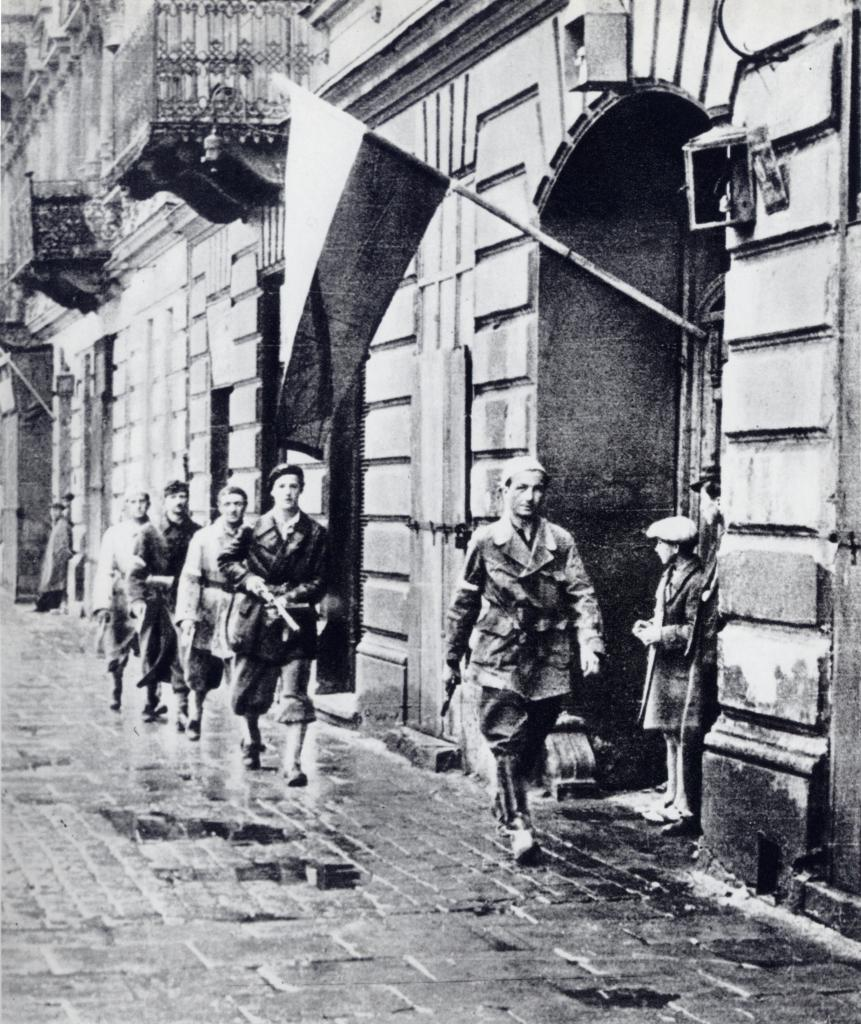
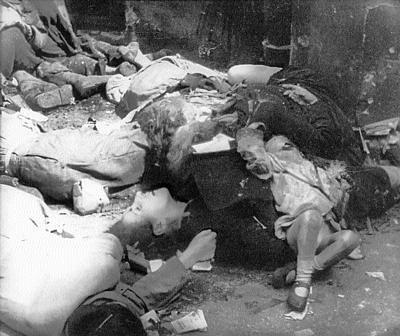
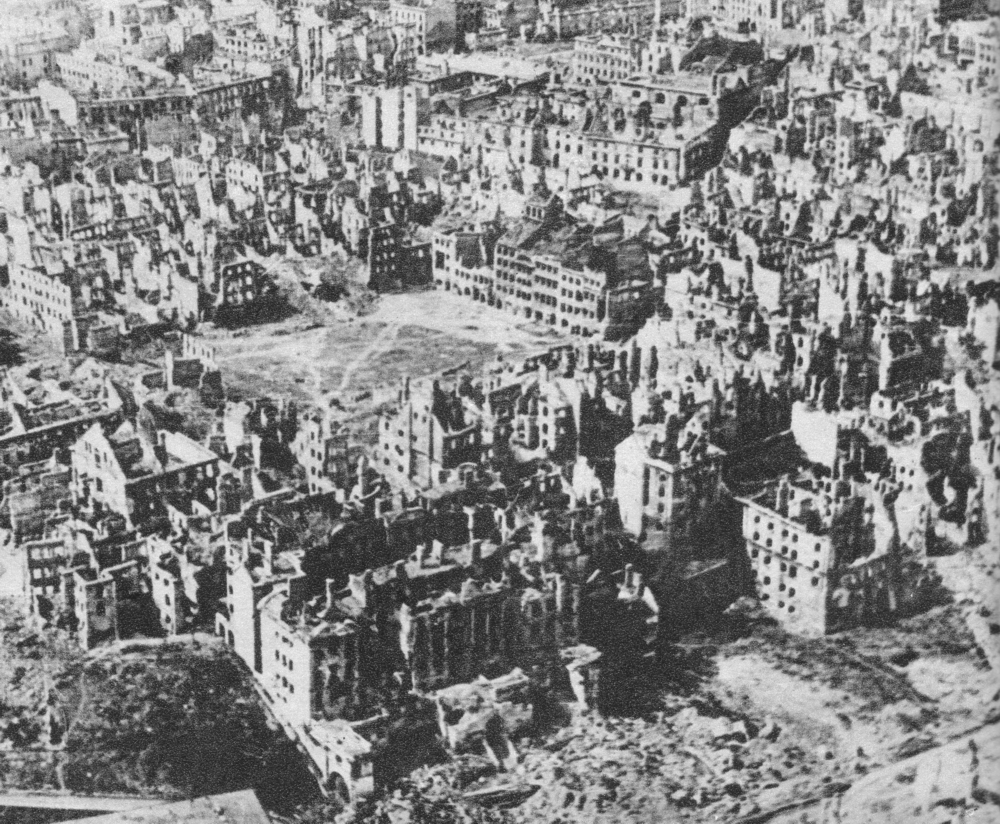
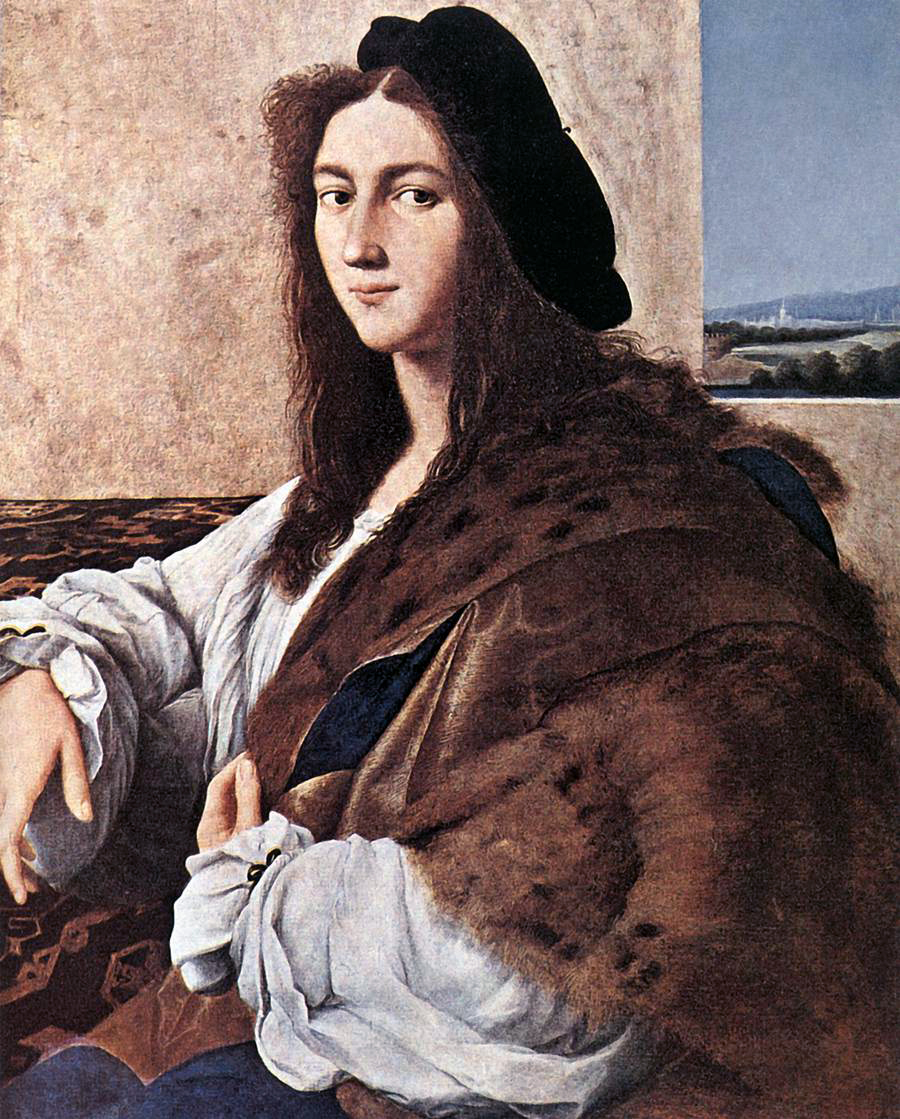
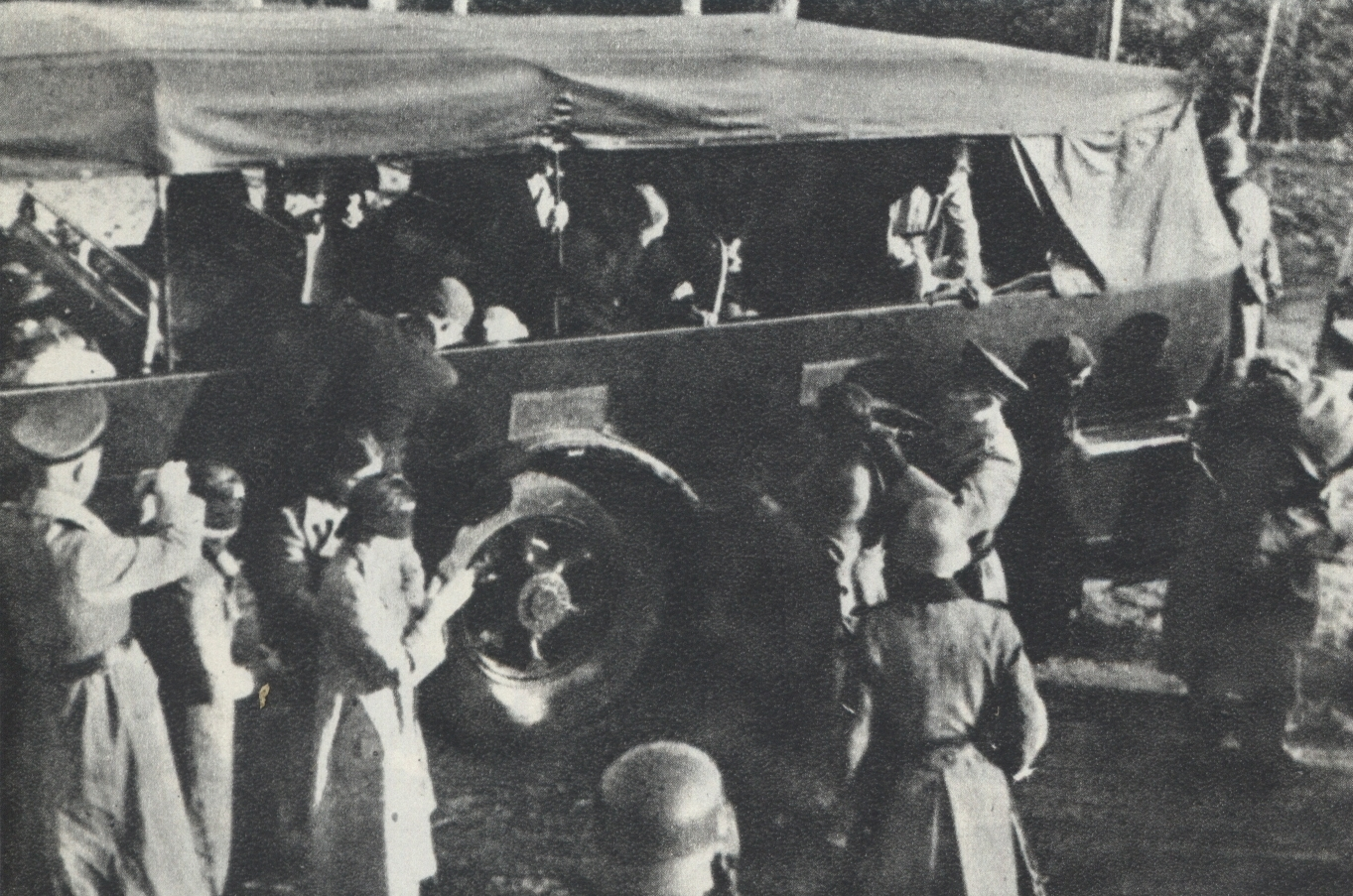
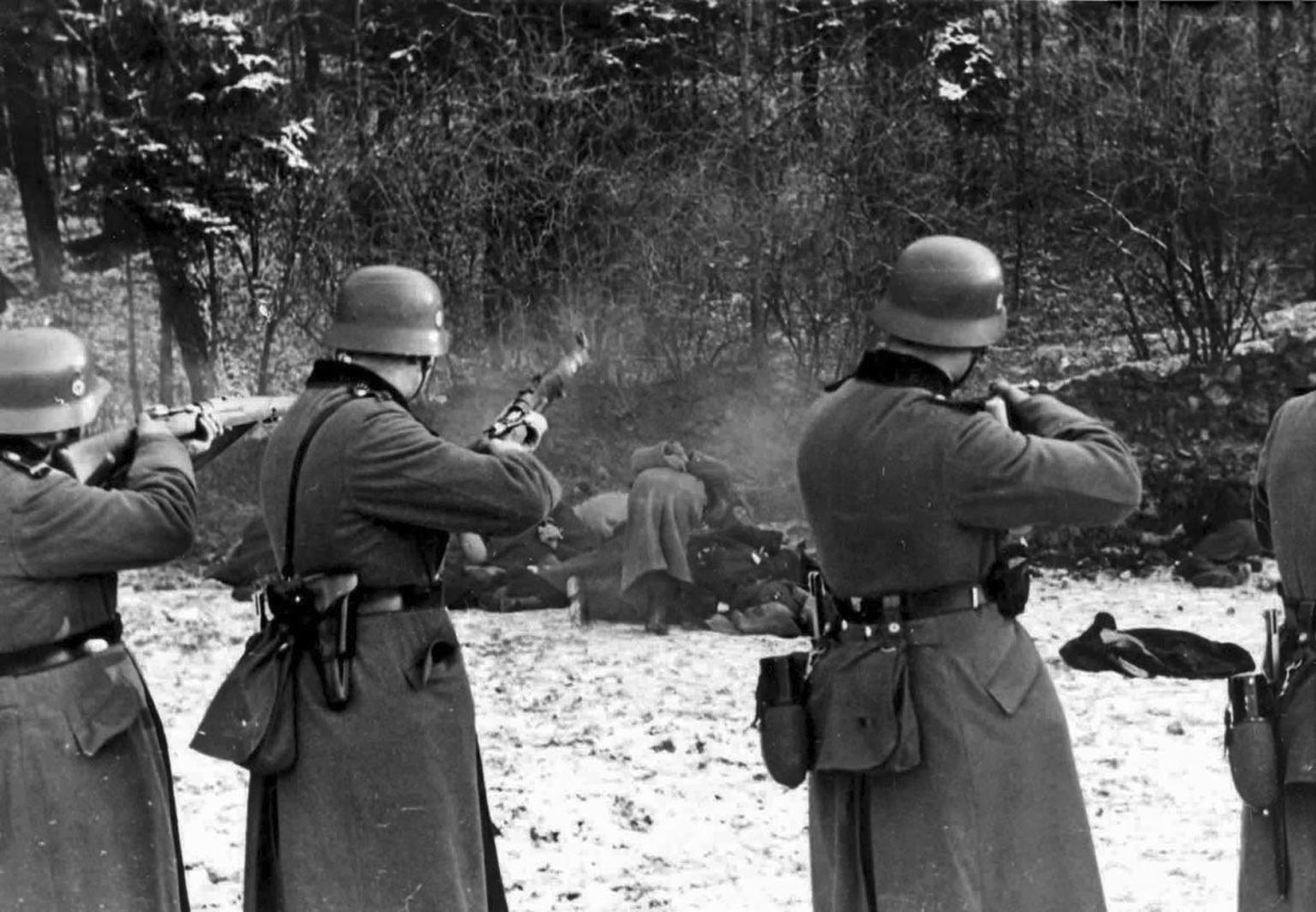